# Cayman Islands Monetary Authority
Cayman Islands Monetary Authority (CIMA) – organ pełniący funkcje banku centralnego Kajmanów z siedzibą w George Town na Wielkim Kajmanie, otwarty 1 stycznia 1997 na mocy Ustawy o Urzędzie Monetarnym z tego samego roku. Do jego głównych zadań należy emisja waluty Kajmanów, zarządzanie rezerwą walutową i regulowanie oraz nadzór nad działalnością usług finansowych.

## Zadania
Zadania banku określone są Ustawą o Urzędzie Monetarnym znowelizowaną w 2013 roku, według której do jego głównych zadań i funkcji należą:
- funkcje monetarne
  - emisja i wykup banknotów i monet
  - zarządzanie rezerwą walutową
- funkcje regulacyjne
  - regulowanie i nadzór nad działalnością usług finansowych przeprowadzaną na lub pochodzącą z Wysp Kajmanów w związku z Ustawą o Urzędzie Monetarnym i innymi przepisami regulacyjnymi
  - monitorowanie stosowania się do przepisów dotyczących prania pieniędzy
  - przeprowadzanie innych działań regulacyjnych i nadzorczych, które mogą być nałożone na Urząd przez inne przepisy
- funkcje kooperacyjne – zapewnianie wsparcia zagranicznym urzędom regulacyjnym zgodnie z Ustawą o Urzędzie Monetarnym
- funkcje doradcze – doradzanie rządowi w sprawach monetarnych, regulacyjnych i kooperacyjnych, a w szczególności:
  - doradzanie, czy funkcje regulacyjne i kooperacyjne są zgodne z funkcjami narzuconymi przez zagraniczne urzędy regulacyjne
  - doradzanie, czy przepisy regulujące są zgodne z przepisami i regulacjami innych krajów i terytoriów
  - rekomendowanie organizacji międzynarodowych

## Organizacja
Bankiem zarządza Zarząd, składający się z dyrektora generalnego pełniącego funkcję ex officio oraz nie więcej niż dziewięciu pozostałych członków, w tym prezesa i wiceprezesa. Członków zarządu, z wyjątkiem dyrektora generalnego, powołuje Gubernator na trzyletnią kadencję. Dyrektor generalny powoływany jest przez Gubernatora po konsultacji z zarządem.
Od czerwca 2002 dyrektorem generalnym Urzędu jest Cindy Scotland.